# Storbritannien ved sommer-OL 2016
Storbritannien deltog ved Sommer-OL 2016 i Rio de Janeiro som blev arrangeret i perioden 5. august til 21. august. 

## Medaljer
| 2016 Rio de Janeiro | Guld | Sølv | Bronze | Total |
| Storbritannien      | 27   | 23   | 17     | 67    |

### Medaljevindere
Listen er ufuldstændig
| Medalje | Navn                                                         | Sport    | Event                                  | Dato       |
| ------- | ------------------------------------------------------------ | -------- | -------------------------------------- | ---------- |
| Guld    | Adam Peaty                                                   | Svømning | 100 m brystsvømning, herrer            | 7. august  |
| Guld    | Joe Clarke                                                   | Kano     | Herrerenes K-1                         | 10. august |
| Guld    | Jack Laugher Chris Mears                                     | Uspring  | Herrerenes 3 m synkroniseret fra vippe | 10. august |
| Guld    | Philip Hindes Jason Kenny Callum Skinner                     | Cykling  | Holdsprint, mænd                       | 11. august |
| Guld    | Helen Glover Heather Stanning                                | Roning   | Toer uden styrmand                     | 12. august |
| Guld    | Alex Gregory Constantine Louloudis George Nash Mohamed Sbihi | Roning   | Firer uden styrmand, herrer            | 12. august |

## Svømning

### Resultater
| Dato           | Disciplin   | H/D    | Udøver         | Indledende heat | Indledende heat | Semifinale | Semifinale | Finale              | Finale              |
| Dato           | Disciplin   | H/D    | Udøver         | Tid             | Placering       | Tid        | Placering  | Tid                 | Placering           |
| -------------- | ----------- | ------ | -------------- | --------------- | --------------- | ---------- | ---------- | ------------------- | ------------------- |
| 6. august      | 400 m IM    | Herrer | Max Litchfield | 4:11,95         | 5 Q             | N/A        | N/A        | 4:11,62             | 4                   |
| 6. august      | 400 m fri   | Herrer | James Guy      | 3:45,31         | 5 Q             | N/A        | N/A        | 3:44,68             | 6                   |
| 6. august      | 400 m fri   | Herrer | Stephen Milne  | 3:46,00         | 17              | N/A        | N/A        | ude af konkurrencen | ude af konkurrencen |
| 6. august      | 400 m IM    | Damer  | Hannah Miley   | 4:33,74         | 4 Q             | N/A        | N/A        | 4:32,54             | 4                   |
| 6. august      | 400 m IM    | Damer  | Aimee Willmott | 4:34,08         | 5 Q             | N/A        | N/A        | 4:35,04             | 7                   |
| 6. – 7. august | 100 m bryst | Herrer | Adam Peaty     | 57,55           | 1 Q             | 57,62      | 1 Q        | 57,13               | Guld                |
| 6. august      | 100 m bryst | Herrer | Ross Murdoch   | 59,47           | 9 Q             | 1:00,05    | 11         | ude af konkurrencen | ude af konkurrencen |